# Geografia dell'India

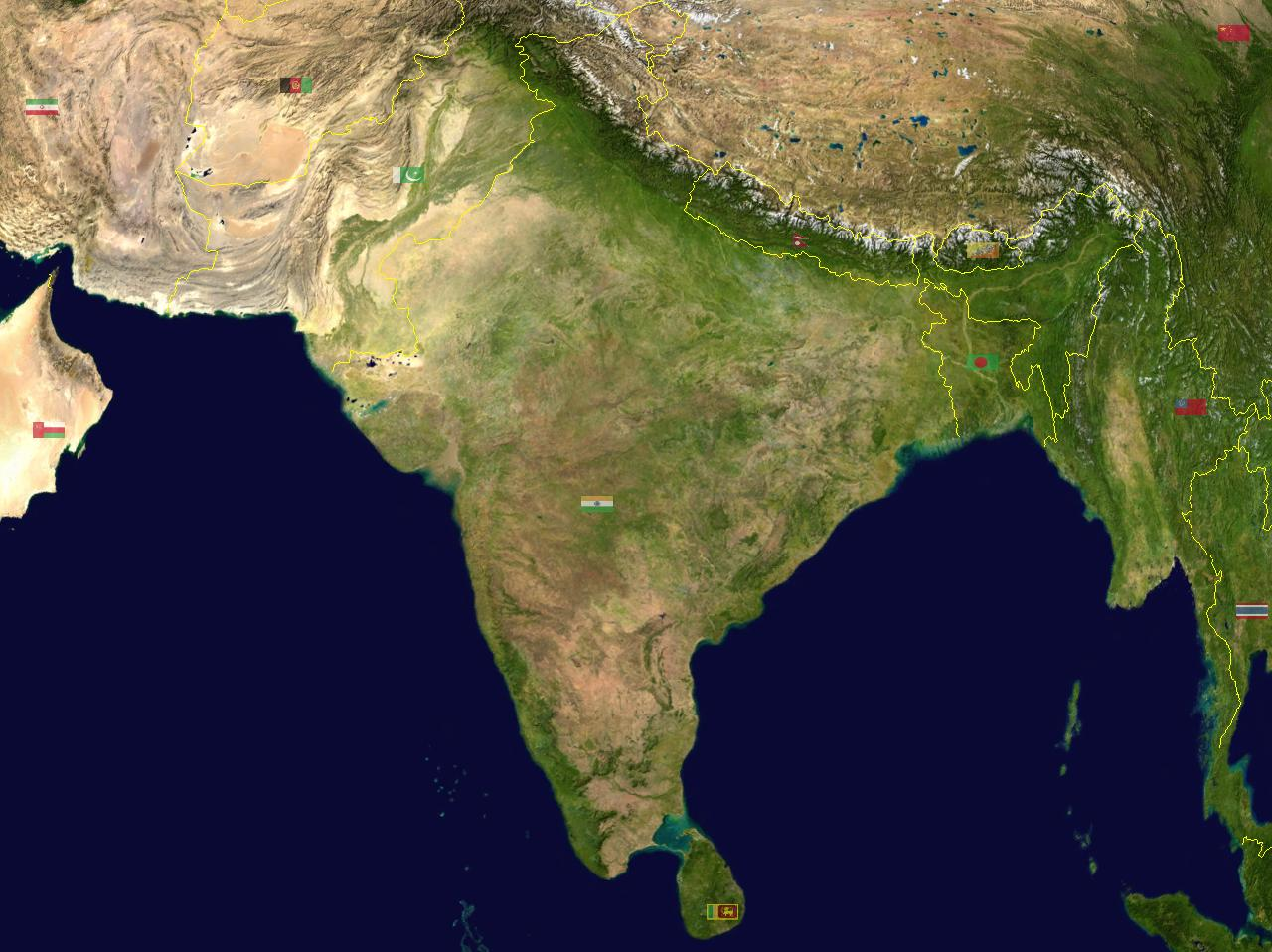
India

La geografia dell'India descrive le caratteristiche geografiche dell'India, Stato dell'Asia che si trova in gran parte sulla cosiddetta placca indiana, porzione della placca indo-australiana da cui si è formato il subcontinente indiano.
Il Paese è situato a nord dell'equatore tra gli 8°4' e i 37°6' di latitudine nord e i 68°7' e i 97°25' di longitudine est. Esso è il settimo Stato più grande del mondo con una superficie totale di 3287263 km². L'India misura 3214 km da nord a sud e 2933 km da est a ovest.
A sud, l'India è delimitata dall'oceano Indiano, in particolare dal mar Arabico a sud-ovest, dal mar delle Laccadive a sud e dal golfo del Bengala a sud-est. Lo stretto di Palk e il golfo di Mannar separano l'India dallo Sri Lanka nell'immediato meridione, mentre le isole Maldive si trovano a circa 400 km di distanza a sud-ovest. Le isole Andamane e Nicobare distano circa 1200 km a sud-est dalla terraferma.
Il punto più meridionale della terraferma indiana è Kanyakumari, mentre il punto più meridionale dell'intera India è rappresentato da Punta Indira nelle Nicobare. Le acque territoriali indiane si estendono nel mare ad una distanza di 12 miglia nautiche (22 km) dalla linea base della costa.
Le frontiere settentrionali dell'India sono definite in parte dalla catena montuosa dell'Himalaya, a livello della quale il Paese confina con Cina, Bhutan e Nepal. Il confine occidentale con il Pakistan si trova tra la pianura del Punjab e il deserto di Thar. Nell'estremo nord-est, le colline del Chin e le colline del Kachin, regioni montuose essenzialmente boschive, separano l'India da Myanmar. Ad est, il confine con il Bangladesh è in gran parte definito dalle colline Khasi e dalle colline Mizo, oltre che dalla regione della pianura Indo-Gangetica.
Il Gange è il fiume più lungo che nasce in India. Il complesso Gange-Brahmaputra occupa la maggior parte della parte centrale e di quella orientale del nord del Paese. L'altopiano del Deccan, invece, occupa buona parte dell'India peninsulare.
Il punto più elevato dell'India è rappresentato dal monte Kangchenjunga, che si trova al confine tra il Nepal e lo Stato indiano del Sikkim e che, con i suoi 8586 m s.l.m., è la terza vetta più alta del mondo.
Il clima di tutta l'India varia da quello equatoriale dell'estremo sud a quello alpino e della tundra della parte montuosa dell'Himalaya.

## Regioni fisiografiche
Le regioni fisiografiche dell'India sono cinque:
- Le montagne del nord sono un grande arco di montagne costituito principalmente dall'Himalaya, dall'Hindu Kush e dal Patkai. Queste catene si sono formate in seguito alla collisione tra la placca indiana e quella euro-asiatica.
- La pianura Indo-Gangetica è un insieme di grandi pianure alluvionali dominate dai tre principali fiumi nazionali, ossia l'Indo, il Gange ed il Brahmaputra.
- Il deserto di Thar è situato nella parte occidentale dell'India ed occupa una superficie di oltre 200.000 km².
- Gli altopiani centrali sono essenzialmente tre: il Malwa a ovest, l'altopiano del Deccan a sud (che occupa la maggior parte della penisola indiana) e l'altopiano del Chota Nagpur a est.
- Le coste sono: quella orientale, che è un ampio tratto di terra che si estende dal Tamil Nadu a sud al Bengala occidentale ad est; quella occidentale, che invece va dai Ghati occidentali al mar Arabico.

## Isole
Le Andamane, le Laccadive e le Nicobare sono i principali gruppi di isole dell'India.

## Corpi idrici
L'India ha circa 14.500 km di corsi navigabili interni. Vi sono dodici fiumi che sono classificati come grandi fiumi: